# Arroyo de las Limetas
Der Arroyo de las Limetas ist ein im Süden Uruguays gelegener kleiner Flusslauf.
Er entspringt auf dem Gebiet des Departamentos Colonia nahe der Ruta 21 westlich von Radial Hernández. Von dort verläuft er in Nord-Süd-Richtung nahezu parallel zum westlich gelegenen Arroyo Tigre Grande. Er mündet schließlich westlich von Conchillas und flussaufwärts von Puerto Inglés als linksseitiger Nebenfluss in den Río de la Plata.